# 卫视体育台 (东亚)
衛視體育台（STAR Sports） ，於1991年8月26日開播，專門播放體育節目。其创办者是星空传媒，现属于华特迪士尼公司。而在中國大陸地區營運的衛視體育台，則可以在三星級以上賓館以及部分外國人居住區播出，該版本的衛視體育台同時也在韓國播出。
開播時與美國Prime Network合作，頻道英文名稱為Prime Sports。於1996年3月30日正式更名為STAR Sports，頻道中文名稱仍然為衛視體育台。
2009年9月7日，衛視體育台更換新的標誌，新標誌的設計跟STAR World、STAR Movies相似。
2014年8月15日，包含東南亞、台灣、香港等地的衛視體育台改名為FOX Sports 2（台灣官方中文稱為FOX體育二台），並提供標準畫質及高畫質訊號（台灣除外）。中國大陸因更名未獲國家新聞出版廣電總局批准，仍保留衛視體育台（STAR Sports）名稱，當地ESPN頻道於2014年1月10日更名為衛視體育2台（STAR Sports 2）。
2019年，根据迪士尼收购福斯的合约，保留使用卫视体育台的部分并入华特迪士尼公司，而更名为FOX体育台的部分则转由福斯公司管理。

## 大事記
開播時期
- 1991年8月26日，衛星電視開播，衛視體育台（Prime Sports）為創始時五個頻道之一。早期的衛視體育台與美國Prime Network（英语：Prime Network）合作。[2]衛星電視許多年後更名為星空傳媒。

STAR時期
- 1996年3月30日，英文頻道名稱Prime Sports更名為STAR Sports。同一年，魯柏·梅鐸的新聞集團入主衛星電視。新聞集團當時為福斯娛樂集團的母公司。

ESPN STAR Sports時期
- 大約1997年左右，原為競爭者的亞洲ESPN開始與衛視合作。
- 2009年，星空傳媒分拆為三個公司：星空傳媒（印度）、星空傳媒（大中華）、福斯國際電視網。[3][4]分拆後各公司仍在新聞集團旗下。

Star Sports時期
- 2013年，ESPN退出亞洲。印度ESPN改列為STAR Sports系列頻道，中國大陸ESPN改列為衛視體育2台（STAR Sports 2），而亞洲其他地區原ESPN更名為FOX Sports。同一年，新聞集團分拆，21世紀福斯公司為舊新聞集團的後繼者。衛視體育台及母公司福斯娛樂集團歸為21世紀福斯公司旗下。
- 2014年8月15日起，除了南亞地區（新版LOGO）、中國及韓國（舊版LOGO）仍然保有STAR Sports，其餘的衛視體育台納入FOX體育台的子台。以台灣為例，衛視體育台改名為「FOX體育二台」（FOX SPORTS 2）[5]。

## 營運公司
- 北京五洲纵横体育事业发展有限公司（Beijing Wu Zhou Zong Heng Sports Industrial Development Co., Ltd.）

由北京东方普晨国际广告有限公司與美国娱乐体育节目公司（E. Corp. I, LLC, Singapore Branch）合資成立的公司。

## 頻道
- 衛視體育台
- 衛視體育二台（原ESPN中國頻道、此頻道在韓國不可用）

## 資料來源
1. ↑  "衛視"體育頻道開播 三台冬季奧運節目飽受威脅，《民生報》，1991年8月27日第10版
2. 1 2  Rachel F.F. Lee. . Taiwan Journal. 1993-05-25  [2014-07-19]. （原始内容存档于2014-07-26）.
3. ↑  . FT中文網. 2009-08-19  [2014-07-19]. （原始内容存档于2020-10-27）.
4. ↑  . 香港蘋果日報. 2009-08-19  [2014-07-19]. （原始内容存档于2015-05-02）.
5. ↑  台灣FOX體育台